# پنتازوسین
پنتازوسین داروی مخدری از گروه شبه‌تریاک‌هاست که به روش صنعتی تولید و برای درمان دردهای متوسط تا شدید استفاده می‌شود. هر ۳۸ میلی‌گرم از این دارو قدرت ضد درد برابر با ۱۰ میلی‌گرم مرفین دارد.
عوارض جانبی پنتازوسین شبیه به مرفین است، با این تفاوت که احتمال بروز توهم و دیگر حالات روان‌تنی با آن بیشتر است.

## تاریخچه
پتنتازوسین در دهه ۱۹۶۰ توسط شرکت استرلینگ دراگ در نیویورک تولید شد. اداره مواد غذایی و دارویی ایالات متحده آمریکا در سال ۱۹۶۷ سودمندی این دارو را تأیید کرد.

## مشخصات
فرمول شیمیایی پنتازوسین C19H۲۷NO است. از طریق ادرار دفع می‌شود و نیمه عمر آن حدود ۲ تا ۳ ساعت است.
نتیجه تحقیقی در دانشگاه مک‌گیل نشان می‌دهد که تأثیر درمانی پنتازوسین در زنان مو قرمز با دریافت مقدار کمتری نسبت به زنان غیر مو قرمز و مردان ظاهر می‌شود.

## عوارض
اعصاب مرکزی: رخوت، سرگیجه، احساس سرخوشی، توهمات، سردرد، بی خوابی، تحریک پذیری، لرزش، وزوز گوش، از دست دادن ارتباط فردی با محیط، اغتشاش شعور، حملات تشنجی، پارستزی، سنکوپ.
قلبی ـ عروقی: زیادی فشار خون، تاکیکاردی، شوک.
پوست: درماتیت، خارش، تعریق زیاد، سفتی بافت نرم (Soft tissue induration) گره و فرورفتگی پوستی (می‌توانند در محل تزریق بروز کنند)، اسکلروز شدید پوست، بافت زیر پوستی و عضلات لایه زیرین محل تزریق (در مواردی که از یک موضع به‌طور مکرر برای تزریق استفاده می‌شود).
دستگاه گوارش: یبوست، خشکی دهان، تهوع، استفراغ.
ادراری ـ تناسلی: احتباس ادرار.
توجه: در صورت بروز حساسیت مفرط، حملات تشنجی یا آریتمی قلبی، باید مصرف دارو قطع شود.
مسمومیت و درمان
تظاهرات بالینی: علائم مصرف بیش از حد پنتازوسین هیدروکلراید به دلیل فقدان تجربیات بالینی مشخص نشده‌است.
درمان: در صورت بروز مصرف بیش از حد دارو، تمام اقدامات حمایتی (تجویز اکسیژن، تزریق وریدی مایعات، داروهای تنگ‌کننده عروق)، در صورت لزوم، به عمل آید. تهویه مکانیکی در نظر گرفته شود. نالوکسون تزریقی یک آنتاگونیست مؤثر برای درمان ضعف تنفسی ناشی از پنتازوسین است.